# تشارلز إيزابيل
تشارلز إيزابيل (بالفرنسية: Charles Isabelle)‏ هو مهندس معماري فرنسي، ولد في 24 فبراير 1800 في لو هافر في فرنسا، وتوفي في 1 مايو 1880 في باريس في فرنسا.